# Nemaclinus atelestos
Nemaclinus atelestos är en fiskart som beskrevs av Böhlke och Springer, 1975. Nemaclinus atelestos ingår i släktet Nemaclinus och familjen Labrisomidae. IUCN kategoriserar arten globalt som livskraftig. Inga underarter finns listade i Catalogue of Life.